# Exocarpos cupressiformis
Exocarpos cupressiformis là một loài thực vật có hoa trong họ Santalaceae. Loài này được Labill. mô tả khoa học đầu tiên năm 1800.

## Hình ảnh

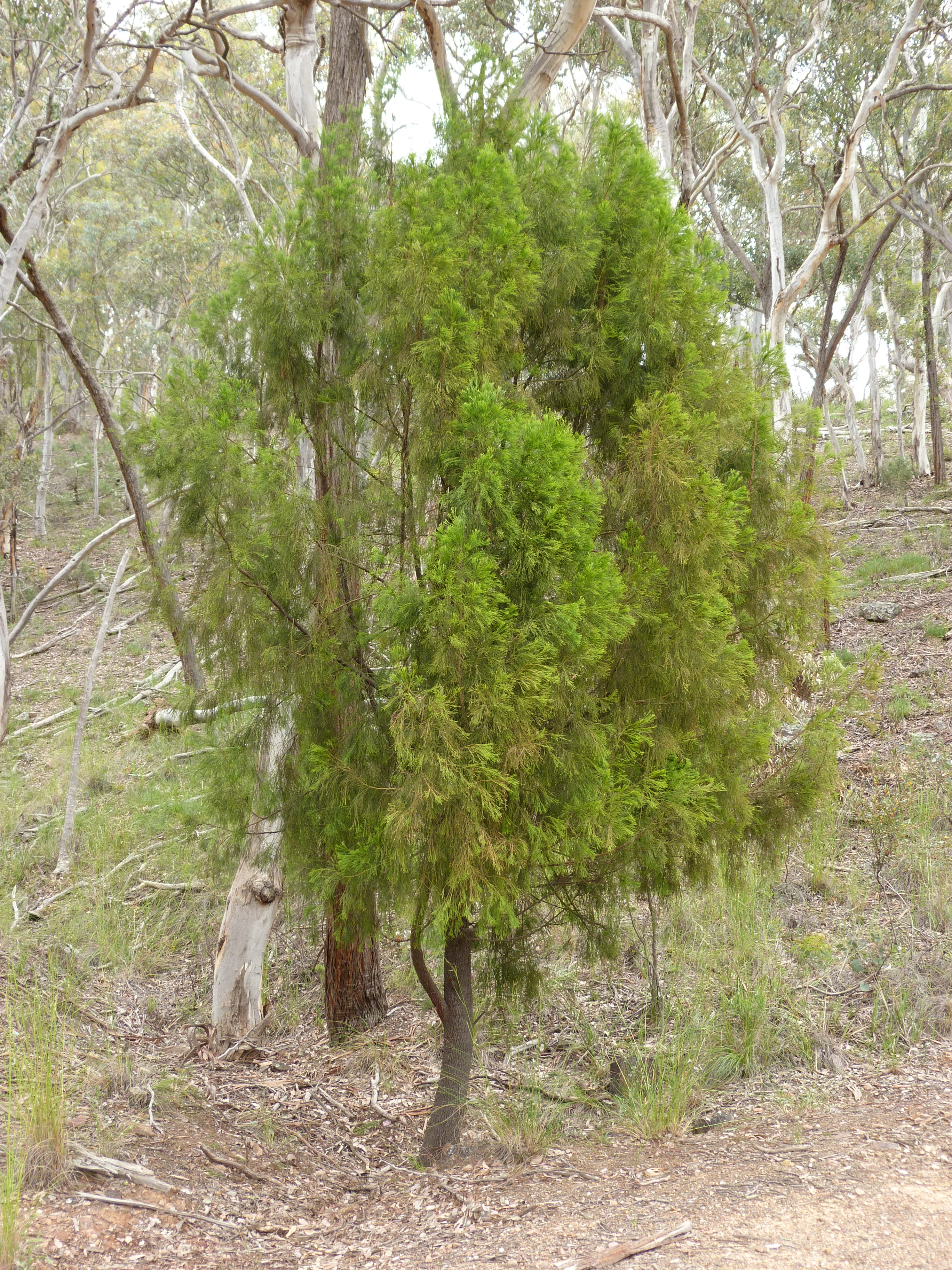
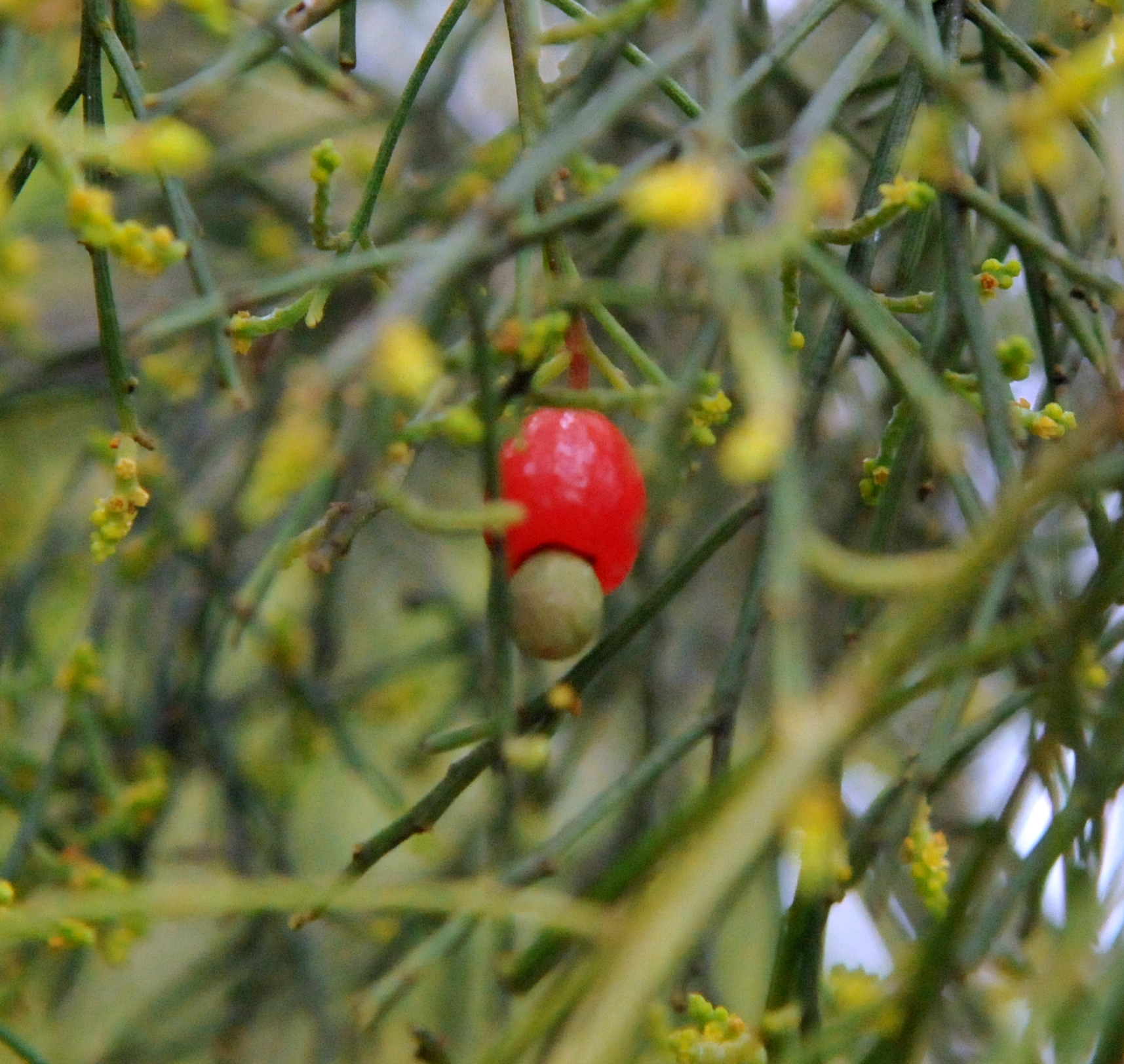
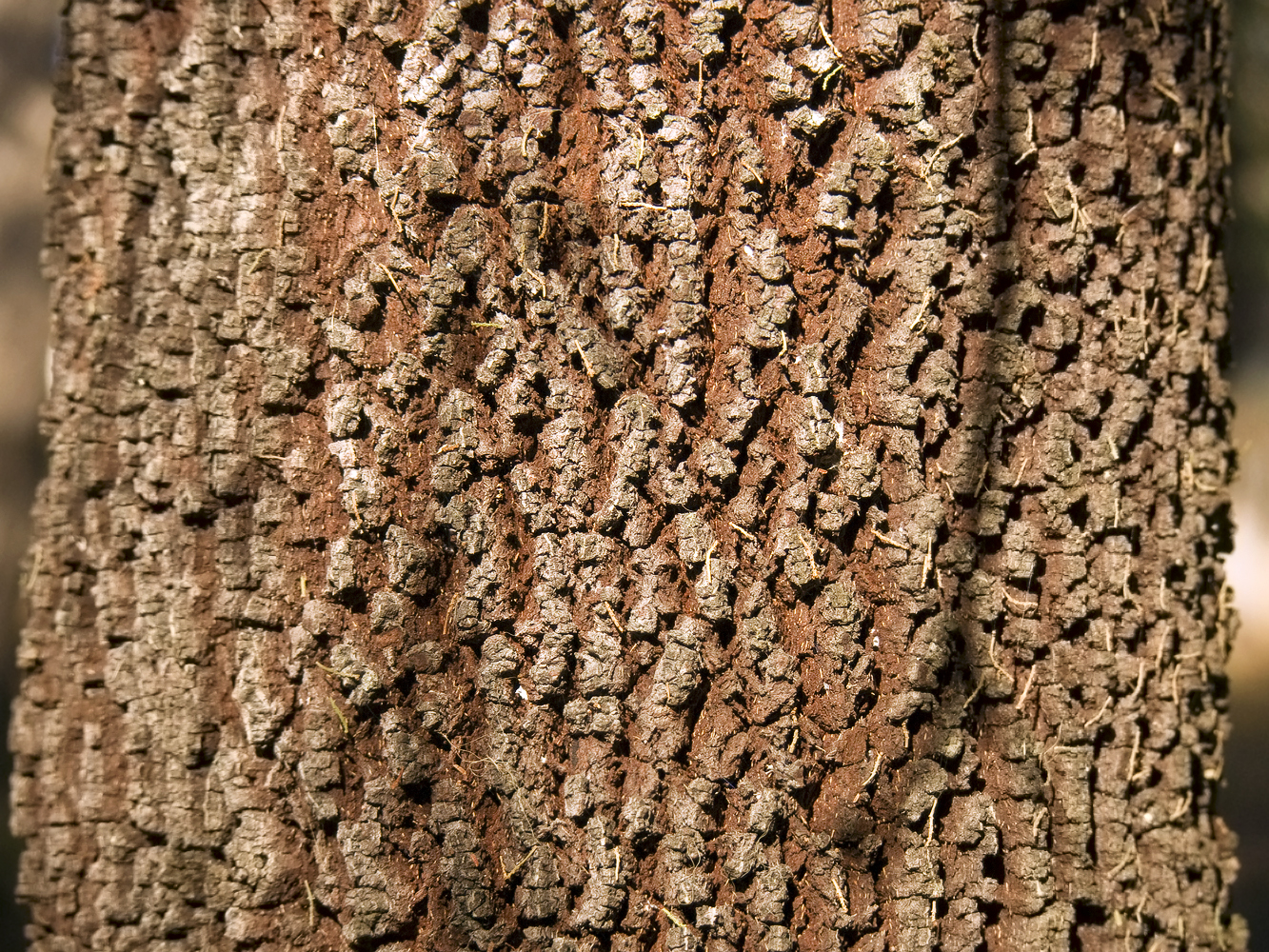
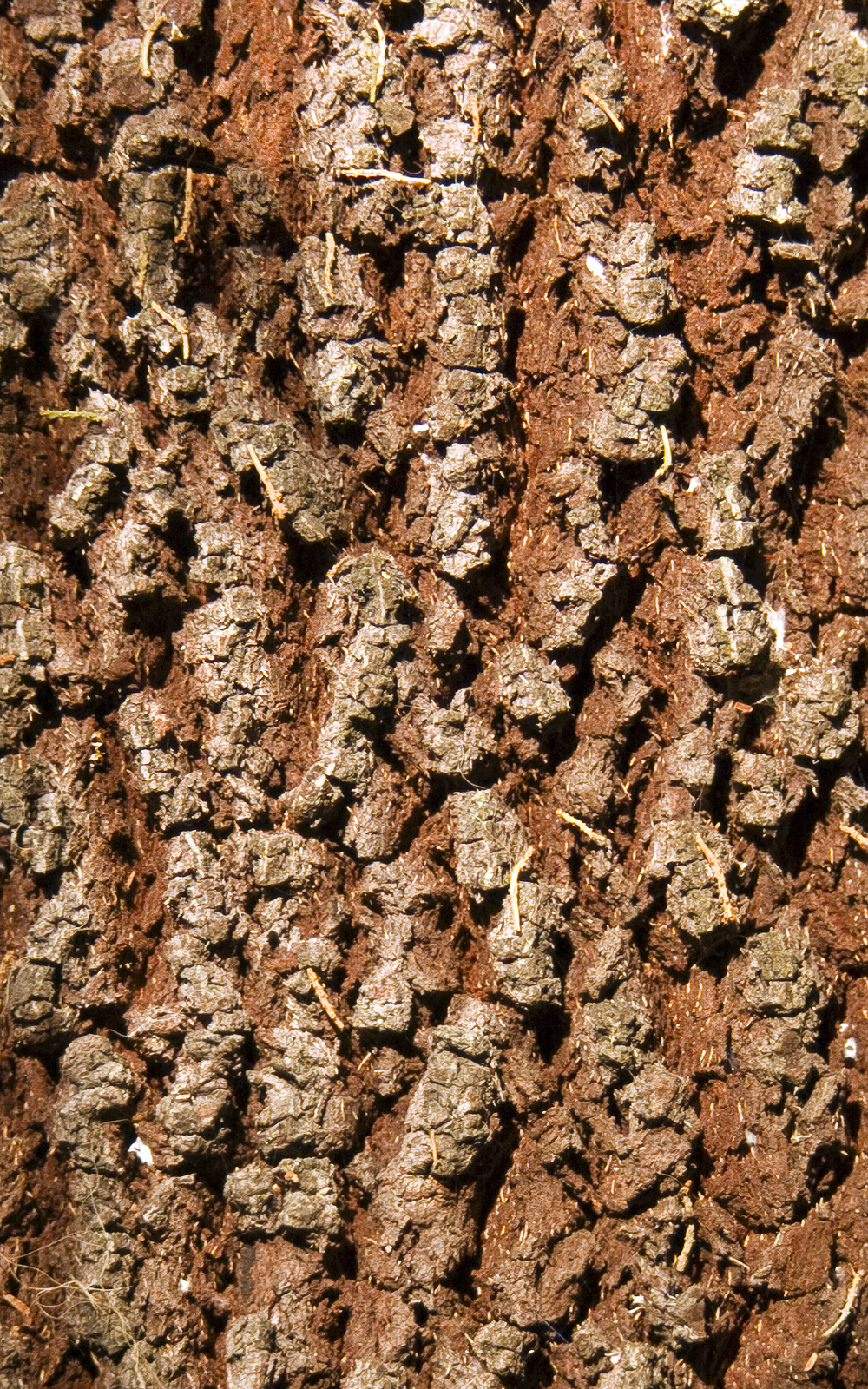